# Bonaventura Rösler

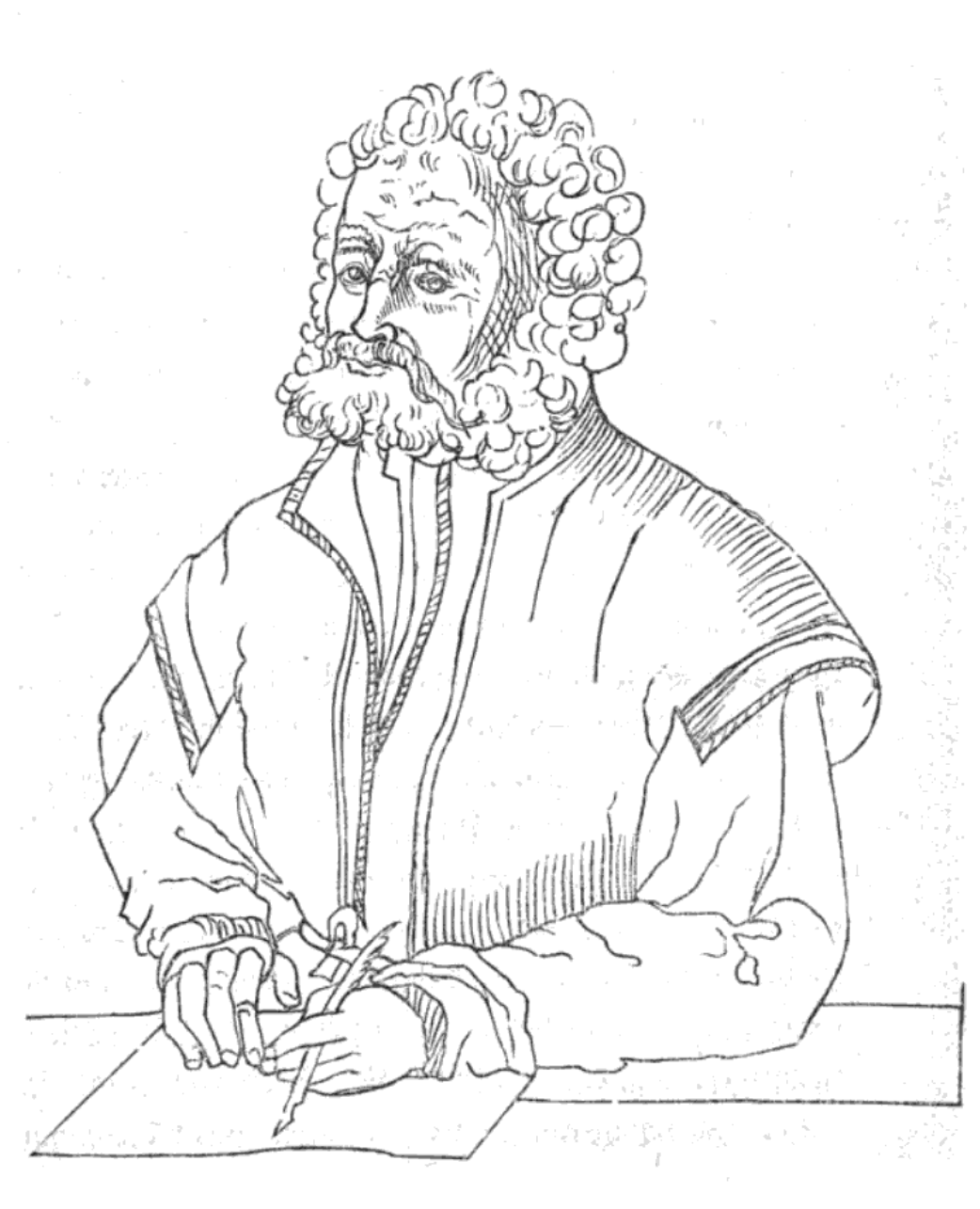
Bonaventura Rösler, Selbstporträt

Bonaventura Rösler (* 1500 in Breslau; † 15. August 1575 ebenda) war Lehrer an der Breslauer Elisabethschule, Ratssekretär und bedeutender Kalligraph. Er war ein Sohn von Georg Rösler.

## Leben
Bonaventura wird gemeinhin als Görlitzer Bürger bezeichnet, wo sein Vater Bürgermeister war. Geboren sei er aber in Breslau.
Im Winter 1523/24 wurde er von Melanchthon in Wittenberg zum Studium immatrikuliert. Erst am 6. Juni 1537 wurde er unter Ambrosius Berndt zum Magister promoviert.
In Breslau war er offenbar schon 1534 Lehrer am Elisabeth-Gymnasium. Er gab Schreibunterricht. Andreas Winkler war einer seiner Kollegen.

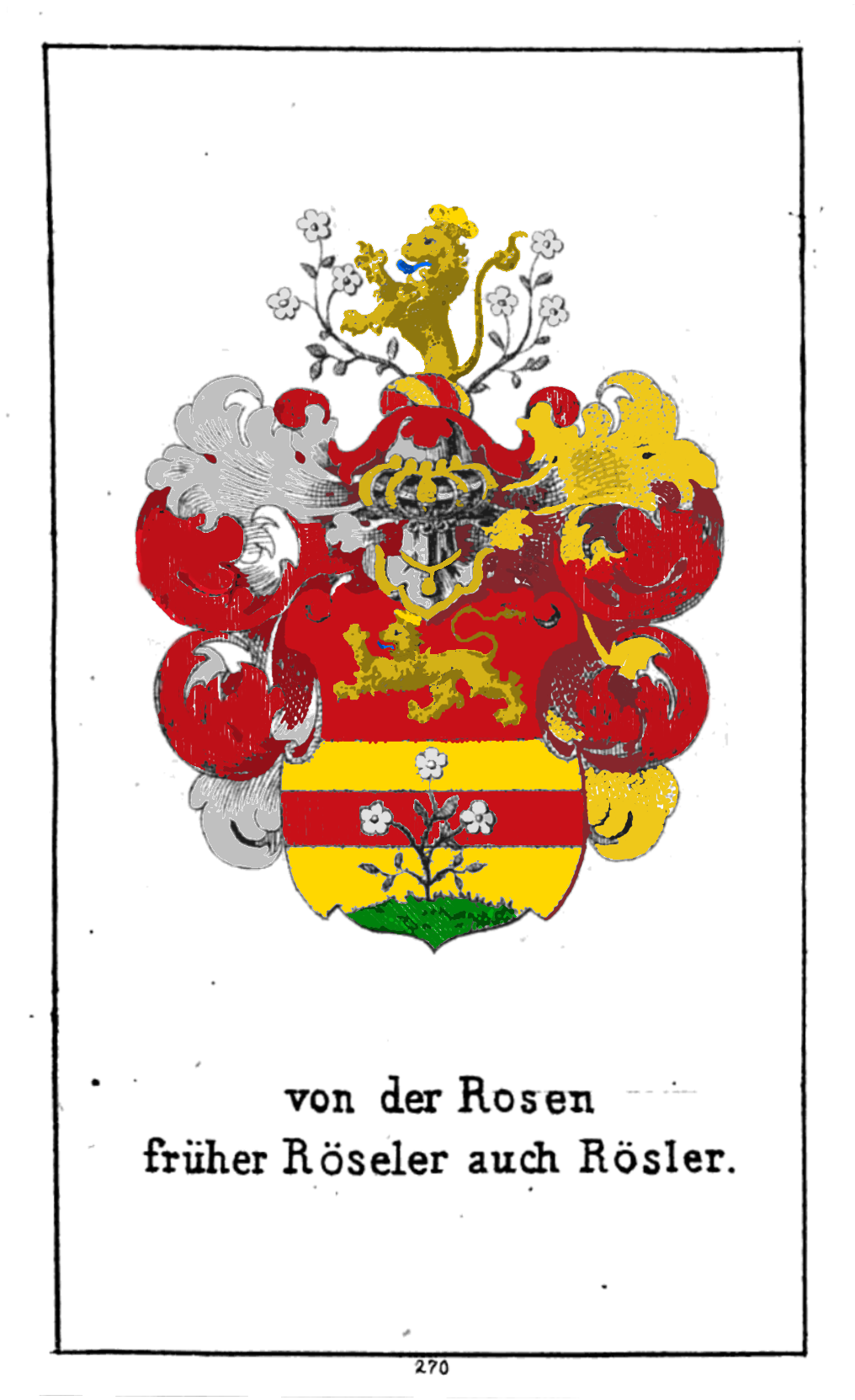
Das Bonaventura und seinen Brüdern verliehene Wappen. Schwarz-Weiß-Vorlage bei Leonhard Dorst nach der Beschreibung im selben Buch eingefärbt.

Am 28. April 1546 wurde er mit seinen Brüdern Franz und Jakob, der wenig später in Görlitz Bürgermeister wurde, geadelt.
Bonaventura wurde von Vincentius und Johann Crato in einer ihrer jeweiligen Vorreden bzw. Gedichte lobend hervorgehoben. Mehrfach wurde er als berühmt bzw. bezeichnet.

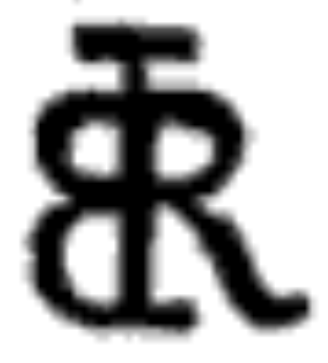
Monogramm Bonaventuras

Von ihm stammen beispielsweise Denkmäler in der Elisabethkirche, Magdalenenkirche, Barbarakirche und dem Breslauer Ratshaus, sowie auch einige Grabinschriften. Für das Elisabeth-Gymnasium, wo er selbst lehrte, beschriftete er 1563 eine Marmortafel mit den Schulgesetzen. Sie war auch in der neuen Schule in der Aula ausgestellt.
Gegen Ende seines Lehrerdaseins erklärte Bonaventura Ciceros Briefe. 1571 wurde er aus Altersgründen als Lehrer entlassen, im Rat aber als „ingrossator“ (Pfandschreiber, Stadtschreiber) wieder angestellt.
Adam (* 1560 in Breslau; † 3. Januar 1617 in Prag) und Bonaventura waren Söhne Bonaventuras. Adam wurde schlesischer Kammersekretär und Bonaventura (der Jüngere) im Jahr 1589 kaiserlicher Notar.
Am 15. August 1575 starb er in Breslau.